# Большое Мышкино
Большое Мышкино — деревня в Слободском районе Кировской области в составе Бобинского сельского поселения.

## География
Находится на расстоянии примерно 12 км на север-северо-восток от Нового моста через Вятку в городе Киров.

## История
Известна с 1670 года как «починок, что было займище Пронки Вилягжанина» с 3 дворами, в 1763 году учтено 94 жителя. В 1873 году в деревне Проньки Вылягжанина (Мышкины малое и большое) учтено дворов 14 и жителей 79, в 1905 12 и 128, в 1926 28 и 138, в 1950 21 и 60. В 1989 году уже не отмечено было жителей. Нынешнее название утвердилось с 1939 года. Деревня имеет дачный характер.

## Население
Постоянное население составляло 0 человека в 2002 году, 2 в 2010.